# Педру I (граф Урхеля)
Педру I (порт. Pedro I, кат. Pere I, 23 февраля 1187, Коимбра — 2 июня 1258, Мальорка, Балеарские острова) — инфант Португалии, титулярный граф Урхельский, сеньор Балеарских островов.

## Биография
Педру был сыном португальского короля Саншу I и Дульсинеи Беренгер. После смерти отца принял сторону сестёр Мафалды, Санши и Терезы в борьбе против старшего брата — нового короля Афонсу II. Пользуясь тем, что Тереза стала королевой Леона, он использовал её территорию для атаки на португальскую приграничную провинцию Траз-уж-Монтиш и Алту-Дору, но в итоге признал поражение и был навсегда изгнан из Португалии.
После этого Педру стал наёмником на службе Альмохадского халифа Юсуфа II, командуя отрядом, состоящим из изгнанников-христиан и искателей приключений. В этом качестве он оказался в 1220 году втянутым в историю, связанную с прибытием в Марокко Берарда Карбиоского и четырёх других францисканских миссионеров. После прибытия в Марракеш те начали проповедовать христианство и обвинять ислам и пророка Мухаммеда. Халиф объявил их сумасшедшими, и велел Педру и его солдатам выдворить их за пределы страны. Однако францисканцы сумели ускользнуть от Педру и его солдат, и продолжили свои оскорбительные для мусульман действия на рыночной площади Марракеша, в результате чего были обезглавлены лично халифом.
Впоследствии Педру перебрался в Арагон, откуда была родом его мать, где оказался вовлечён в интриги своего родственника — молодого короля Хайме I. В 1229 году Педру, продолжая семейные традиции поиска невест в Каталонии, женился на Эрумбо — титулярной графине Урхельской, изгнанной из графства узурпатором Геро, которая была любовницей Хайме. С помощью Педру Хайме начал войну с наследниками Журо, и вновь подчинил Урхель Арагонскому королевству (за возвращение графства Педру и Эрумбе пришлось отдать Хайме город Льейда). После смерти Эрумбы в 1231 году Педру продолжал использовать титул «граф Урхеля», однако это было оспорено его сюзереном Хайме I.
В 1235 году Педру помог епископу Таррагонскому отвоевать у мусульман остров Ивиса. В 1236 году было достигнуто соглашение между Педру и Хайме: Педру отказывался от претензий на графство Урхель, которое перешло дому Кабрера и в итоге было аннексировано Арагоном, а взамен получил свежезавоёванные Балеарские острова.
Педру управлял Балеарами вплоть до своей смерти в 1258 году. Так как у него не было законных наследников (было лишь два незаконнорождённых сына), то острова вернулись Арагонской короне, и на них было образовано королевство Майорка.